# Ana María Barrenechea
Ana María Barrenechea (* 6. März 1913 in Buenos Aires; † 4. Oktober 2010 ebenda) war eine argentinische  Romanistin und Hispanistin.

## Leben und Werk
Anita Barrenechea studierte bei Amado Alonso und bei Pedro Henríquez Ureña. Sie lehrte früh am „Instituto Superior del Profesorado“ in Buenos Aires, wurde 1955 am Bryn Mawr College promoviert mit der Arbeit La expresión de la irrealidad en la obra de Jorge Luis Borges (Mexiko-Stadt 1957, Buenos Aires 1967, 1984, erweitert 2000; englisch: Borges. The labyrinth maker, New York 1965) und war von 1958 bis 1966 Professorin an der Universität Buenos Aires. 
1966 räumte sie aus politischen Gründen ihren Lehrstuhl und forschte am Institut Torcuato Di Tella (heute: Universidad Torcuato Di Tella), was ihr die Emigration ersparte. Sie verbrachte oft das halbe Jahr im Ausland in der Wahrnehmung von Gastprofessuren (u. a. Harvard University, 1968; Ohio State University, 1971 und 1972; Columbia University von 1973 bis 1984). 1984 konnte sie aufgrund der gewandelten politischen Lage an der Universität Buenos Aires emeritiert werden und war dort noch bis zu ihrem Tod in hohem Alter tätig.
Anita Barrenechea war von 1977 bis 1980 (die erste weibliche) Vorsitzende der Asociación Internacional de Hispanistas (Internationaler Hispanistenverband).
Anita Barrenechea war Ehrendoktor des Smith College (1967) und Korrespondierendes Mitglied der Real Academia Española.

## Weitere Werke
- (Hrsg.) Francisco de Quevedo, Vida de Marco Bruto, Buenos Aires 1943
- (mit Emma Susana Speratti-Piñero) La Literatura fantástica en Argentina, Mexiko-Stadt 1957
- (mit Beatriz R. Lavandera) Domingo Faustino Sarmiento, Buenos Aires 1967
- (mit Mabel V Manacorda de Rosetti, 1918–2009) Estudios de gramática estructural, Buenos Aires 1969, 1975
- Textos hispanoamericanos de Sarmiento a Sarduy, Caracas 1978 (Sammelschrift)
- Estudios lingüísticos y dialectológicos. Temas hispánicos, Paris 1979 (Sammelschrift)
- (mit Julio Cortázar) Cuaderno de bitácora de ‘Rayuela’, Buenos Aires 1983
- El espacio crítico en el discurso literario, Buenos Aires 1985
- (Hrsg.) El habla culta de la ciudad de Buenos Aires. Materiales para su estudio, 2 Bde., Buenos Aires 1987
- (Hrsg. mit María Negroni) Susana Thénon, La morada imposible, 2 Bde., Buenos Aires 2001–2004
- (Hrsg.) Archivos de la memoria, Rosario 2003